# Ersatzwährung
Der Begriff Ersatzwährung bezeichnet meist Geld oder Ware mit Geld-Charakter, die in einem Wirtschaftsraum allgemein als Zahlungsmittel akzeptiert wird. Sie steht in Konkurrenz zur staatlich verordneten Währung, wenn diese kein Vertrauen mehr genießt.
Als Ersatzwährungen fungieren frei-konvertierbare Währungen anderer Staaten oder Ware wie Zigaretten, Kaurischnecken o. Ä.
In einer anderen Bedeutung steht der Begriff Ersatzwährung für eine Notstandswährung die von offizieller staatlicher Hand im Krisenfall ausgegeben wird.